# Emir Ujkani
Emir Ujkani (17 augustus 1985) is een Belgisch voormalig voetballer van Kosovaarse origine. Zijn positie was verdediger of middenvelder. Hij kwam uit voor FC Tielt, KSV Ingelmunster, Sporting West, KRC Harelbeke, White Star Lauwe, KV Kortrijk, KS Bylis Ballsh, SC Wielsbeke, Brindisi en Sint-Niklaas. Hij is de broer van keeper Samir Ujkani.
Ujkani werd in mei 2015 aangehouden op verdenking van poging tot doodslag. Een maand later werd hij vrijgelaten.